# Mike Rosati
Pour les articles homonymes, voir Rosati (homonymie).
Michael Anthony Rosati (né le 7 janvier 1968 à Toronto, dans la province de l’Ontario, au Canada) est un gardien italo-canadien professionnel de hockey sur glace.

## Carrière
Il joue d'abord en junior dans la Ligue de hockey de l'Ontario chez les Steelhawks de Hamilton puis fait partie du repêchage d'entrée dans la LNH 1988, choisi au 7e tour (131e choix au total) par les Rangers de New York pour qui il ne jouera pas. À l'été 1990, il s'en va en Italie, au Hockey Club Bolzano et remporte le championnat national en 1995 et 1996.
Durant la crise dans le championnat italien, il part jouer dans le championnat allemand avec les Adler Mannheim et devient champion national en 1997 et en 1998. Après ces deux saisons victorieuses, il retourne aux États-Unis après qu'un observateur sportif des Capitals de Washington l'ait remarqué et devient le troisième gardien de l'équipe. Le second gardien étant déjà blessé, lorsque le titulaire Olaf Kölzig ne peut plus jouer au cours d'un match contre les Sénateurs d'Ottawa, il fait ses débuts en NHL le 7 novembre 1998. Il ne parvient pas à s'imposer, joue principalement dans le club-école puis termine la saison chez le Moose du Manitoba en LIH et chez les Pirates de Portland en Ligue américaine de hockey.
À l'été 1999, il revient à Mannheim. En 2001, il est de nouveau champion d'Allemagne. Pour la saison 2003-2004, il joue au sein des Heilbronner Falken en 2. Bundesliga. La saison suivante, il devient l'adjoint de l'entraîneur Stéphane Richer à Mannheim.
En équipe nationale, il est sélectionné par l'Italie et dispute les championnats du monde en 1994, 1995, 1997, 2000, 2001, 2002 et 2003 ainsi que les Jeux olympiques de 1994 et de 1998.
Mike Rosati s'occupe actuellement une école de gardiens de but de hockey à Alliston, au Canada.